# りっち。
りっち。は、日本の女性お笑いコンビ。ワタナベエンターテインメントに所属していた。

## メンバー
- 島田 裕代（しまだ ひろよ、1983年12月24日 - ）

広島県出身。
血液型はA型。
かつてはマッスルミュージカルに所属。2007年にアメリカ・ラスベガスで行われたマッスルミュージカル公演『MATSURI』では主演を務めた。
日本体育大学体育学部卒業。元体操選手で活躍。学生体操界の古豪日体大体操部でコーチも務めていた。体操選手の田中理恵もその教え子の一人だった。
ムダ毛が濃いことに長く悩んでいたという。
東京・銀座のクラブで働いていたことがあり、『SASUKE』（TBS）出場の時には『銀座クラブの黒服』と紹介されていた。
15歳年下の弟が居る。
- 柏 円（かしわ まどか、1988年4月11日 - ）

東京都出身。
血液型はO型。
カリタス女子高等学校卒業。
高校生からジャズダンスやタップダンス等のレッスンを重ね、海外留学も果たす。
2007年から2011年まで、劇団四季に所属（48期生）。『マンマ・ミーア!』（リサ役）、『CATS』（ランペルティーザ役）などのミュージカル公演に出演。
尊敬する芸人は江頭2:50とネプチューンの堀内健。
子供の頃は漫画家になりたかったという。

## 概要
ワタナベコメディスクール17期生出身（2012年10月入学、2013年9月卒業）。2人ともワタナベコメディスクールで出会い、結成。最初、コンビ名表記は『RICH。』とアルファベット表記だったが、ワタナベコメディスクール卒業後、ワタナベエンターテインメント所属になってからは『りっち。』と平仮名表記になった。コンビ名は二人の名前に由来し、島田の名前「裕代」を裕福の“裕”として「rich」（リッチ）、柏の名前「円」を「まる」として、句点（。）を付けて名付けた。
ネタは、柏の台詞に合わせて島田がアクロバティックな演技をするものが主で、連続側転、バク転、逆立ちして回転、フラフープを尻で回したり逆立ちして回したりなどの演技を見せている。

## 出演
- SASUKE2011秋（TBS）- 2011年10月3日
  - SASUKE2009ナビ（TBS）- 2009年3月29日
  - SASUKE RISING 12月27日よる6時30分より放送!!（TBS）- 2012年12月22日・12月27日
  - 以上、島田のみ出演
- スッキリ!!（日本テレビ）- 2011年1月5日、柏のみ劇団四季時代の出演
- 芸人報道（日本テレビ）- 2013年7月30日・8月6日
- ぐるナイおもしろ荘 若手にチャンスと愛を誰か売れて頂戴SP!!（日本テレビ）- 2014年1月1日
- 今、この顔がスゴい!（TBSテレビ）- 2014年1月16日
- お願い!ランキング（テレビ朝日）- 2014年1月24日、「1秒1000円ベストバウト」コーナーに出演
- ぐるぐるナインティナイン（日本テレビ）- 2014年1月30日
- ゲキレア珍百景（テレ朝チャンネル）- 2014年4月20日、2014年5月4日
- うつけもん（フジテレビ）- 2014年7月2日、島田のみ『島ちゃん』として出演